# John Demjanjuk
John Demjanjuk, nascut com a Ivan Mikolàiovitx Dem'ianiuk (en ucraïnès: Іван Миколайович Дем'янюк), (Berdítxiv, 3 d'abril de 1920 – Bad Feilnbach, Baviera, Alemanya, 17 de març de 2012) va ser un ciutadà ucraïnès que va emigrar als Estats Units d'Amèrica el 1952, on es va nacionalitzar el 1958. El 1981 se li va revocar la ciutadania estatunidenca per haver ocultat la seva pertinença a les SS de l'Alemanya nazi i se'l va enjudiciar a Israel i Alemanya, sota els càrrecs de cometre delictes de lesa humanitat i participar en l'Holocaust perpetrat pel nazisme durant la Segona Guerra Mundial. A Israel va ser condemnat a mort en primera instància i després absolt per la Cort Suprema. A Alemanya va ser condemnat en primera instància, però la sentència no va ser definitiva a causa de la seva mort als 91 anys, quan estava en procés d'apel·lació.

## Trajectòria

### Immigració i ciutadania estatunidenca
Finalitzada la Segona Guerra Mundial, el 1952 va emigrar al continent americà, obtenint la ciutadania estatunidenca el 1958, moment en el qual va canviar el seu nom d'Ivan a John. Es va instal·lara a viure al suburbi de Seven Hills, de la ciutat de Cleveland, estat d'Ohio, on va ingressar a treballar com a operari a la fàbrica d'automòbils Ford. Allí vivia amb la seva esposa i envoltat dels seus fills i néts.

### Revocació de la ciutadania estatunidenca
El 1975, el Departament de Justícia dels Estats Units va començar a investigar-lo en aparèixer vinculat al camp d'extermini de Sobibor. Durant la recerca, alguns supervivents de l'Holocaust el van reconèixer en unes fotos com a guàrdia del camp d'extermini de Treblinka, prop de les cambres de gas. Amb base a aquestes declaracions preliminars, el 1977 el Departament de Justícia va iniciar un procés per a revocar la seva ciutadania. El 1979, la recentment creada Oficina de Recerques Especials (OSI) del Departament de Justícia, va assumir la fiscalia del cas. El 1981, la recerca administrativa va ser elevada a judici, davant el Tribunal Federal del Districte de Cleveland, que el 23 de juny de 1981 li va retirar la ciutadania estatunidenca pel fet que l'acusat «havia tergiversat materialment la seva sol·licitud de visat en ometre revelar el seu servei a les SS alemanyes en els camps de presoners de Trawniki i Treblinka el 1942-43».

### Extradició a Israel
Simultàniament, en revelar-se que estava relacionat amb l'Holocaust, l'Estat d'Israel va sol·licitar el 1981 la seva extradició per a afrontar un judici per «assassinat» (càrrec textual de la sentència d'extradició), emparant-se en la Llei per al càstig dels nazis i els seus col·laboradors (en hebreu: חוק לעשיית דין בנאצים ובעוזריהם, תש"י-1950) de 1950. Va ser acusat de ser la persona coneguda com a Ivan El terrible, un guàrdia ucraïnès que estava a càrrec de la cambra de gas del camp d'extermini de Treblinka, situat a l'oest de Polònia, a qui els supervivents del camp havien assenyalat especialment pel sadisme i la crueltat amb què tractava als presoners.
Demjanjuk va negar ser la persona identificada com a Ivan El terrible i haver estat a Treblinka. La justícia estatunidenca va trigar quatre anys a tractar el cas, fins que el 15 d'abril de 1985, la Cort Districtual de la Divisió Oriental d'Ohio va considerar que existia «causa probable» que fos la persona imputada per assassinat i que, per tant, podia ser extradida. En aquest sentit, va ser deportat a Israel el 28 de febrer de 1986.

### Judici a Israel
A Israel, va ser sotmès a un ressonant judici que es va iniciar a Jerusalem el 16 de febrer de 1987. Demjanjuk va negar en tot moment ser la persona anomenada Ivan El terrible, un sàdic i cruel guàrdia de les SS al qual múltiples fonts havien assenyalat com a part activa del camp d'extermini de Treblinka. Tant la fiscalia israeliana com ell coincidien que aquell havia estat un soldat soviètic capturat pels alemanys, però mentre sostenia que havia passat la resta de la guerra en un camp de presoners, la fiscalia israeliana va al·legar que es va oferir com a voluntari per a unir-se a les SS sent entrenat a Trawniki.
Durant el judici, diversos supervivents el van reconèixer i identificar com a Ivan El terrible. El 18 d'abril de 1988 va ser provat com a culpable de tots els càrrecs que se li imputaven i una setmana després va ser sentenciat a la pena de mort per forca. La sentència va ser apel·lada.
El 29 de juliol de 1993, cinc jutges del () van revocar per unanimitat la pena de mort i van declarar l'absolució, aplicant el benefici del dubte, pel fet que existien dubtes sobre que Demjanjuk i Ivan El terrible fossin la mateixa persona. Els jutges de la Cort van tenir en compte proves noves, no presentades en el judici, que provenien de l'antiga Unió Soviètica, dissolta poc abans. Es tractava dels judicis realitzats a l'URSS després de la guerra, contra els soldats ucraïnesos soviètics que van ajudar als nazis com a «auxiliars». En aquesta documentació figuraven diverses declaracions escrites, fetes per antics guàrdies de Treblinka, que afirmaven que el cognom d'Ivan El terrible era «Marchenko» i no «Demjanjuk», a més de descriure'l amb una fisonomia diferent.

### Tornada als Estats Units i nova cancel·lació de la ciutadania
El 1993 va ser alliberat de presó a Israel i va reclamar el seu dret a tornar a viure als Estats Units i recuperar la ciutadania estatunidenca. El juny de 1993, el Sisè Circuit del Tribunal d'Apel·lació de Cincinnati va constatar que el govern dels Estats Units (OSI) havia ocultat documentació que podria haver estat útil per a la defensa de Demjanjuk i va ordenar permetre a l'acusat retornar al seu país. El 20 de febrer de 1998, el Tribunal de Districte de Cleveland li va retornar la ciutadania estatunidenca.
L'OSI va realitzar una recerca més detallada i amb noves fonts documentals i va iniciar un nou procés de desnaturalització contra ell, sostenint ara que havia prestat serveis com a policia auxiliar entrenat a Trawniki, Sobibor i Majdanek, i després com a membre del Batalló de la Calavera de les SS (en alemany: SS-Totenkopfverbände) a Flossenbürg. Com a conseqüència, va tornar a perdre la ciutadania estatunidenca el 2002, que li va permetre a l'OSI iniciar el procés de deportació el 2004. El desembre de 2005, el Tribunal d'Immigració va ordenar la seva deportació a Ucraïna, on havia nascut. La decisió va ser apel·lada, però el maig de 2008 la Cort Suprema va rebutjar l'apel·lació, tancant el procés. Simultàniament, Alemanya va demanar la seva extradició per a enjudiciar-lo com a còmplice d'assassinat mentre exercia com a guàrdia en el camp d'extermini de Sobibor.

### Extradició i judici a Alemanya
El desembre de 2008, la principal autoritat judicial alemanya havia establert que un tribunal de Múnic era competent per a jutjar-lo perquè l'acusat va viure prop de la capital bavaresa el 1952 abans d'emigrar als Estats Units. El març de 2009 es van acordar els termes per a la seva extradició des dels Estats Units cap a Alemanya.
El 14 d'abril de 2009 agents d'immigració estatunidencs el van treure de la residència per a ser posteriorment deportat. Aquell mateix dia, un fill de Demjanjuk va presentar una moció en el Sisè Circuit de la Cort d'Apel·lació dels Estats Units demanant que s'aturés la deportació, la qual cosa li va ser concedit, però pocs dies després el govern dels Estats Units va argument en un document que la Cort d'Apel·lacions no tenia jurisdicció per a revisar la decisió de la Junta d'Apel·lacions d'Immigració que va negar el seu sojorn i va clausurar el procés.
El 12 de maig de 2009, Demjanjuk va ser remès a Alemanya, on les autoritats el van tancar a la presó de Stadelheim, a Múnic.
El novembre de 2009 va començar el judici, on va ser acusat de ser còmplice de 28.060 assassinats a Sobibor. La fiscalia va presentar documentació que revelava que havia prestat serveis a Sobibor i pel fet que els testimonis havien mort, el tribunal va admetre que es llegissin els testimoniatges dels supervivents. Després de 16 mesos, el judici va finalitzar el 12 de maig de 2011, quan va ser declarat culpable i condemnat a cinc anys de presó. La sentència va ser apel·lada i va quedar en llibertat, morint a l'any següent en un asil d'ancians alemany, abans que el seu cas fos tractat, raó per la qual la seva culpabilitat no va poder ser jurídicament demostrada.